# Мостівська сільська рада
Мостівська сільська́ ра́да — орган місцевого самоврядування Мостівської сільської територіальної громади Вознесенського району Миколаївської області з розміщенням у селі Мостове.

## Загальні відомості
- Територія ради: 149,179 км²
- Населення ради: 2 382 особи (станом на 2001 рік)
- Територією ради протікає річка Чичиклея.

## Населені пункти
Сільській раді підпорядковані населені пункти:
- с. Мостове
- с. Веселе
- с. Дворянка
- с. Миколаївка
- с. Першотравнівка
- с. Червона Поляна
- с. Чернігівка
- с. Шевченко

## Склад ради
Рада складається з 20 депутатів та голови.
- Голова ради: Пастушенко Світлана Георгіївна

### Керівний склад попередніх скликань
| Прізвище, ім'я, по батькові    | Основні відомості                                                                            | Дата обрання | Дата звільнення |
| ------------------------------ | -------------------------------------------------------------------------------------------- | ------------ | --------------- |
| Кушнір Тарас Леонідович        | Сільський голова, 1979 року народження, член Партії регіонів                                 | 26.03.2006   | 31.10.2010      |
| Пастушенко Світлана Георгіївна | Сільський голова, член Партії регіонів, Мостівська загальноосвітня школа І-ІІІ ст., директор | 01.11.2010   |                 |

Примітка: таблиця складена за даними сайту Верховної Ради України